# Liga Światowa w Piłce Siatkowej 2017 (składy)
Artykuł grupuje składy reprezentacji narodowych w piłce siatkowej, które wystąpiły w Lidze Światowej 2017.
- Przynależność klubowa na koniec sezonu 2016-17
- Zawodnicy oznaczeni literą K to kapitanowie.

## Grupa 1
Argentyna
Trener:  Julio Velasco
| Nr | Imię i nazwisko      | Data urodzenia | Wzrost (cm) | Klub                         | Pozycja |
| -- | -------------------- | -------------- | ----------- | ---------------------------- | ------- |
| 1  | Alejandro Toro       | 20/07/1989     | 190         | Lomas Volley                 | P       |
| 2  | Fabian Flores        | 25/05/1991     | 198         | Ciudad de Campana            | Ś       |
| 3  | German Johansen      | 02/09/1995     | 200         | Club De Amigos               | A       |
| 4  | Maximiliano Cavanna  | 02/07/1988     | 185         | UPCN Vóley Club              | R       |
| 5  | Ignacio Fernandez    | 07/06/1994     | 177         | Ciudad de Campana            | L       |
| 6  | Cristian Poglajen    | 14/07/1989     | 195         | Lomas Vóley                  | P       |
| 7  | Lisandro Zanotti     | 04/10/1990     | 195         | Lomas Volley                 | P       |
| 8  | Demián González      | 21/02/1983     | 192         | Brazil Kirin Campinas        | R       |
| 9  | Gonzalo Quiroga      | 25/02/1993     | 193         | Obras Sanitarias de San Juan | P       |
| 10 | Nicolas Bruno        | 24/02/1989     | 187         | Noliko Maaseik               | P       |
| 11 | Sebastián Solé       | 12/06/1991     | 200         | Diatec Trentino              | Ś       |
| 13 | Santiago Darraidou   | 24/11/1980     | 194         | Sarmiento de Resistencia     | A       |
| 14 | Pablo Crer           | 12/06/1989     | 202         | Drean Bolivar                | Ś       |
| 15 | Luciano De Cecco (K) | 02/06/1988     | 191         | Sir Safety Perugia           | R       |
| 16 | Alexis Gonzalez      | 21/07/1981     | 184         | Drean Bolivar                | L       |
| 17 | Facundo Imhoff       | 25/01/1989     | 202         | Lomas Volley                 | Ś       |
| 18 | Martin Ramos         | 26/08/1991     | 197         | UPCN Vóley Club              | Ś       |
| 19 | Nicolas Lazo         | 16/04/1995     | 192         | UPCN Vóley Club              | P       |

 Belgia
Trener:  Vital Heynen
| Nr | Imię i nazwisko     | Data urodzenia | Wzrost (cm) | Klub                   | Pozycja |
| -- | ------------------- | -------------- | ----------- | ---------------------- | ------- |
| 1  | Bram Van den Dries  | 14/08/1989     | 208         | Spacer's de Toulouse   | A       |
| 2  | Hendrik Tuerlinckx  | 01/12/1987     | 195         | Knack Roeselare        | A       |
| 3  | Sam Deroo (K)       | 29/04/1992     | 203         | ZAKSA Kędzierzyn-Koźle | P       |
| 4  | Pieter Coolman      | 24/04/1989     | 200         | Knack Roeselare        | Ś       |
| 5  | Lienert Cosemans    | 20/10/1993     | 203         | VDK Gent Heren         | R       |
| 6  | Lowie Stuer         | 24/11/1995     | 194         | VDK Gent Heren         | L       |
| 7  | Francois Lecat      | 19/04/1993     | 200         | Calzedonia Werona      | P       |
| 8  | Kévin Klinkenberg   | 04/10/1990     | 198         | Top Volley Latina      | P       |
| 9  | Pieter Verhees      | 08/12/1989     | 205         | Gi Group Monza         | Ś       |
| 10 | Simon Van De Voorde | 19/12/1989     | 208         | Diatec Trentino        | Ś       |
| 12 | Gert van Walle      | 07/08/1987     | 197         | GKS Katowice           | A       |
| 14 | Jelle Ribbens       | 17/03/1992     | 185         | Nice Volley-Ball       | L       |
| 15 | Stijn D’Hulst       | 24/04/1991     | 187         | Knack Roeselare        | R       |
| 16 | Matthias Valkiers   | 08/04/1990     | 194         | Remat Zalău            | R       |
| 17 | Tomas Rousseaux     | 31/03/1994     | 198         | VfB Friedrichshafen    | P       |
| 19 | Wannes de Beul      | 10/06/1991     | 195         | Lindemans Aalst        | Ś       |
| 20 | Arno van de Velde   | 30/12/1995     | 210         | Knack Roeselare        | Ś       |
| 21 | Jolan Cox           | 12/07/1991     | 194         | Top Volley Antwerpen   | A       |

 Brazylia
Trener:  Renan Dal Zotto
| Nr | Imię i nazwisko            | Data urodzenia | Wzrost (cm) | Klub                  | Pozycja |
| -- | -------------------------- | -------------- | ----------- | --------------------- | ------- |
| 1  | Bruno Rezende (K)          | 02/07/1986     | 190         | SESI São Paulo        | R       |
| 3  | Éder Carbonera             | 19/10/1983     | 205         | Funvic Taubate        | Ś       |
| 4  | Wallace de Souza           | 26/06/1987     | 198         | Funvic Taubate        | A       |
| 5  | Lucas Lóh                  | 18/01/1991     | 195         | Funvic Taubate        | P       |
| 6  | Tiago Brendle              | 21/10/1985     | 188         | Brazil Kirin Campinas | L       |
| 7  | Murilo Radke               | 31/01/1989     | 194         | Montes Claros Volei   | R       |
| 8  | Thales Hoss                | 26/04/1989     | 190         | Canoas Volei          | L       |
| 9  | Raphael Vieira de Oliveira | 14/06/1979     | 190         | Funvic Taubate        | R       |
| 10 | Otavio Pinto               | 27/02/1991     | 200         | Funvic Taubate        | Ś       |
| 11 | Rodrigo Leao               | 05/06/1996     | 197         | Sada Cruzeiro         | P       |
| 12 | Luiz Felipe Fonteles       | 19/06/1984     | 198         | Halkbank Ankara       | P       |
| 13 | Mauricio de Souza          | 29/09/1988     | 209         | Brazil Kirin Campinas | Ś       |
| 14 | Douglas Souza da Silva     | 20/08/1995     | 199         | SESI São Paulo        | P       |
| 16 | Lucas Saatkamp             | 06/03/1986     | 209         | SESI São Paulo        | Ś       |
| 17 | Evandro Guerra             | 27/12/1981     | 207         | Sada Cruzeiro         | A       |
| 18 | Ricardo Lucarelli          | 14/02/1992     | 196         | Funvic Taubate        | P       |
| 19 | Mauricio Borges Silva      | 04/02/1989     | 199         | Arkas Spor Izmir      | P       |
| 20 | Renan Buiatti              | 10/01/1990     | 217         | JF Volei              | A       |

 Bułgaria
Trener:  Płamen Konstantinow
| Nr | Imię i nazwisko    | Data urodzenia | Wzrost | Klub                   | Pozycja |
| -- | ------------------ | -------------- | ------ | ---------------------- | ------- |
| 1  | Georgi Bratoew     | 21/10/1987     | 203    | Lukoil Neftochimik     | R       |
| 3  | Martin Atanasow    | 27/09/1996     | 198    | Dobrudzha 07           | P       |
| 4  | Dimityr Marinkow   | 09/09/1993     | 196    | Dobrudzha 07           | P       |
| 5  | Swetosław Gocew    | 31/08/1990     | 205    | Biosi Indexa Sora      | Ś       |
| 6  | Rozalin Penczew    | 11/12/1994     | 197    | Top Volley Latina      | P       |
| 7  | Jani Jeliazkow     | 15/09/1992     | 205    | Lukoil Neftochimik     | A       |
| 8  | Todor Skrimow      | 09/01/1990     | 191    | Revivre Milano         | P       |
| 9  | Lubomir Agoncew    | 26/07/1987     | 190    | Montana                | R       |
| 11 | Georgi Seganow     | 10/06/1993     | 198    | Biosi Indexa Sora      | R       |
| 12 | Wiktor Josifow (K) | 16/10/1985     | 204    | LPR Piacenza           | Ś       |
| 13 | Teodor Sałparow    | 16/08/1982     | 187    | Zenit Kazań            | L       |
| 14 | Teodor Todorow     | 01/09/1989     | 208    | Gazprom-Jugra Surgut   | Ś       |
| 16 | Władisław Iwanow   | 14/03/1987     | 188    | Lewski Sofia           | L       |
| 17 | Nikołaj Penczew    | 22/05/1992     | 197    | PGE Skra Bełchatów     | P       |
| 18 | Nikołaj Nikołow    | 29/07/1986     | 206    | Lukoil Neftochimik     | Ś       |
| 19 | Cwetan Sokołow     | 31/12/1989     | 206    | Cucine Lube Civitanova | A       |
| 20 | Władimir Stankow   | 09/08/1996     | 186    | CSKA Sofia             | R       |
| 21 | Nikołaj Kartew     | 20/09/1995     | 202    | Montana                | Ś       |

 Francja
Trener:  Laurent Tillie
| Nr | Imię i nazwisko       | Data urodzenia | Wzrost | Klub                          | Pozycja |
| -- | --------------------- | -------------- | ------ | ----------------------------- | ------- |
| 1  | Jonas Aguenier        | 28/04/1992     | 202    | Chaumont VB 52                | Ś       |
| 2  | Jenia Grebennikov     | 13/08/1990     | 188    | Cucine Lube Civitanova        | L       |
| 4  | Jean Patry            | 27/12/1996     | 207    | Montpellier UC                | A       |
| 5  | Trévor Clévenot       | 28/06/1994     | 199    | LPR Piacenza                  | P       |
| 6  | Benjamin Toniutti (K) | 30/10/1989     | 183    | ZAKSA Kędzierzyn-Koźle        | R       |
| 8  | Julien Lyneel         | 15/04/1990     | 192    | Bunge Rawenna                 | P       |
| 9  | Earvin N’Gapeth       | 12/02/1991     | 194    | Azimut Modena                 | P       |
| 10 | Kévin Le Roux         | 11/05/1989     | 209    | Azimut Modena                 | Ś       |
| 11 | Antoine Brizard       | 22/05/1994     | 196    | Spacer's de Toulouse          | R       |
| 12 | Stéphen Boyer         | 10/04/1996     | 196    | Chaumont VB 52                | A       |
| 13 | Pierre Pujol          | 13/07/1984     | 186    | AS Cannes VB                  | R       |
| 14 | Nicolas Le Goff       | 15/02/1992     | 206    | Büyükşehir Belediyesi Stambuł | Ś       |
| 15 | Horacio d’Almeida     | 11/06/1988     | 200    | AS Cannes VB                  | Ś       |
| 16 | Daryl Bultor          | 17/11/1995     | 197    | Montpellier UC                | Ś       |
| 17 | Guillaume Quesque     | 29/04/1989     | 204    | Fenerbahçe SK                 | P       |
| 18 | Thibault Rossard      | 28/08/1993     | 193    | Asseco Resovia                | P/A     |
| 20 | Nicolas Rossard       | 23/05/1990     | 183    | Spacer's de Toulouse          | L       |
| 21 | Barthélémy Chinenyeze | 28/02/1998     | 200    | Spacer's de Toulouse          | Ś       |

 Iran
Trener:  Igor Kolaković
| Nr | Imię i nazwisko             | Data urodzenia | Wzrost (cm) | Klub                    | Pozycja |
| -- | --------------------------- | -------------- | ----------- | ----------------------- | ------- |
| 1  | Farhad Salafzoon            | 06/12/1992     | 200         | Matin Varamin           | R       |
| 2  | Milad Ebadipur              | 17/10/1993     | 196         | Sarmayeh Bank           | P       |
| 3  | Saman Fa’ezi                | 23/08/1991     | 204         | Pajkan Teheran          | Ś       |
| 4  | Sa’id Maruf (K)             | 20/10/1985     | 189         | Pajkan Teheran          | R       |
| 5  | Farhad Gha’emi              | 28/08/1989     | 197         | Sarmayeh Bank           | P       |
| 6  | Mohammad Musawi             | 22/08/1987     | 203         | Sarmayeh Bank           | Ś       |
| 8  | Mostafa Heydari             | 14/12/1991     | 175         | Saipa Alborz            | L       |
| 9  | Adel Gholami                | 09/02/1986     | 195         | Sarmayeh Bank           | Ś       |
| 10 | Amir Ghafur                 | 06/06/1991     | 202         | Pajkan Teheran          | A       |
| 11 | Farhad Nazari               | 22/05/1984     | 195         | Pajkan Teheran          | P       |
| 12 | Modżtaba Mirzadżanpur       | 07/10/1991     | 205         | Szahrdari Urmia         | P       |
| 13 | Dżawad Hosseinabadi         | 31/12/1993     | 195         | Kalleh Mazandaran       |         |
| 14 | Mohammad Dżawad Manawineżad | 27/11/1995     | 200         | Pajkan Teheran          | P       |
| 16 | Ali Szafi’i                 | 21/09/1991     | 190         | Novin Keshavarz Teheran | Ś       |
| 17 | Reza Ghara                  | 31/07/1991     | 200         | Kalleh Mazandaran       | A       |
| 18 | Mohammad Taher              | 10/10/1989     | 194         | Matin Varamin           | R       |
| 19 | Mahdi Marandi               | 12/05/1986     | 172         | Pajkan Teheran          | L       |
| 20 | Masoud Gholami              | 02/04/1990     | 204         | Saipa Alborz            | Ś       |
| 21 | Salim Cheperli              | 19/12/1996     | 201         | Vezarat Defa            | R       |

 Kanada
Trener:  Stéphane Antiga
| Nr | Imię i nazwisko        | Data urodzenia | Wzrost (cm) | Klub                     | Pozycja |
| -- | ---------------------- | -------------- | ----------- | ------------------------ | ------- |
| 1  | Tyler Sanders          | 14/12/1991     | 191         | Arkas Spor Izmir         | R       |
| 2  | John Gordon Perrin (K) | 17/08/1989     | 201         | Asseco Resovia           | P       |
| 3  | Steven Marshall        | 23/11/1989     | 193         | Berlin Recycling Volleys | P/L     |
| 4  | Nicholas Hoag          | 19/08/1992     | 200         | Revivre Milano           | P/A     |
| 5  | Rudy Verhoeff          | 24/06/1989     | 198         | Powervolleys Düren       | A       |
| 6  | Justin Duff            | 10/05/1988     | 200         | Olympiakos               | Ś       |
| 7  | Stephen Maar           | 06/12/1994     | 201         | Kioene Padwa             | P       |
| 8  | Jay Blankenau          | 27/09/1989     | 194         | Powervolleys Düren       | R       |
| 9  | Jason DeRocco          | 19/09/1989     | 198         | Jastrzębski Węgiel       | P       |
| 10 | Sharone Vernon-Evans   | 28/08/1998     | 202         | FTC Gatineau             | A       |
| 11 | Daniel Jansen Vandoorn | 21/03/1990     | 207         | Tours VB                 | Ś       |
| 12 | Lucas Van Berkel       | 29/11/1991     | 210         | Volley Amriswil          | Ś       |
| 13 | Ryley Barnes           | 11/10/1993     | 200         | Tours VB                 | P       |
| 17 | Graham Vigrass         | 17/06/1989     | 205         | Berlin Recycling Volleys | Ś       |
| 18 | Bradley Gunter         | 05/12/1993     | 198         | Bigbank Tartu            | A       |
| 19 | Blair Bann             | 26/02/1988     | 184         | Powervolleys Düren       | L       |
| 20 | Arthur Szwarc          | 30/03/1995     | 207         | FTC Gatineau             | Ś       |
| 21 | Brett Walsh            | 19/02/1994     | 195         | Alberta Golden Bears     | R       |

 Polska
Trener:  Ferdinando De Giorgi
| Nr | Imię i nazwisko     | Data urodzenia | Wzrost (cm) | Klub                   | Pozycja |
| -- | ------------------- | -------------- | ----------- | ---------------------- | ------- |
| 2  | Maciej Muzaj        | 21/05/1994     | 208         | Jastrzębski Węgiel     | A       |
| 3  | Dawid Konarski      | 31/08/1989     | 198         | ZAKSA Kędzierzyn-Koźle | A       |
| 4  | Marcin Komenda      | 24/05/1996     | 198         | Effector Kielce        | R       |
| 5  | Łukasz Kaczmarek    | 29/06/1994     | 204         | Cuprum Lubin           | A       |
| 6  | Bartosz Kurek       | 29/08/1988     | 205         | PGE Skra Bełchatów     | P       |
| 7  | Karol Kłos          | 08/08/1989     | 201         | PGE Skra Bełchatów     | Ś       |
| 8  | Andrzej Wrona       | 27/12/1988     | 205         | Onico Warszawa         | Ś       |
| 9  | Bartłomiej Lemański | 19/03/1996     | 217         | Asseco Resovia         | Ś       |
| 10 | Damian Wojtaszek    | 07/09/1988     | 180         | Asseco Resovia         | L       |
| 11 | Fabian Drzyzga      | 03/01/1990     | 196         | Asseco Resovia         | R       |
| 12 | Grzegorz Łomacz     | 01/10/1987     | 187         | Cuprum Lubin           | R       |
| 13 | Michał Kubiak (K)   | 23/02/1988     | 191         | Panasonic Panthers     | P       |
| 14 | Aleksander Śliwka   | 24/05/1995     | 196         | Indykpol AZS Olsztyn   | P       |
| 15 | Jakub Kochanowski   | 17/07/1997     | 199         | Indykpol AZS Olsztyn   | Ś       |
| 16 | Kacper Piechocki    | 17/12/1995     | 184         | PGE Skra Bełchatów     | L       |
| 17 | Paweł Zatorski      | 21/06/1990     | 184         | ZAKSA Kędzierzyn-Koźle | L       |
| 21 | Rafał Buszek        | 28/04/1987     | 194         | ZAKSA Kędzierzyn-Koźle | P       |
| 23 | Mateusz Bieniek     | 05/04/1994     | 210         | ZAKSA Kędzierzyn-Koźle | Ś       |
| 25 | Artur Szalpuk       | 20/03/1995     | 201         | PGE Skra Bełchatów     | P       |

 Rosja
Trener:  Siergiej Szlapnikow
| Nr | Imię i nazwisko     | Data urodzenia | Wzrost (cm) | Klub                  | Pozycja |
| -- | ------------------- | -------------- | ----------- | --------------------- | ------- |
| 1  | Siergiej Antipkin   | 28/03/1986     | 197         | Dinamo Moskwa         | R       |
| 2  | Ilja Własow         | 03/08/1995     | 212         | Fakieł Nowy Urengoj   | Ś       |
| 3  | Dmitrij Kowalow (K) | 15/03/1991     | 198         | Ural Ufa              | R       |
| 4  | Pawieł Pankow       | 14/08/1995     | 198         | Kuzbass Kemerowo      | R       |
| 5  | Roman Martyniuk     | 13/04/1987     | 182         | Biełogorje Biełgorod  | L       |
| 6  | Walentin Krotkow    | 01/09/1991     | 195         | Zenit Kazań           | L       |
| 7  | Dmitrij Wołkow      | 25/05/1995     | 201         | Fakieł Nowy Urengoj   | P       |
| 8  | Dienis Biriukow     | 08/12/1988     | 202         | Dinamo Moskwa         | P       |
| 9  | Aleksandr Szefranow | 14/01/1987     | 205         | Gazprom-Jugra Surgut  | A       |
| 10 | Jegor Fieoktistow   | 22/06/1993     | 201         | Ural Ufa              | P       |
| 11 | Wadym Lichoszerstow | 23/01/1989     | 215         | Fakieł Nowy Urengoj   | Ś       |
| 14 | Dmitrij Szczerbinin | 10/09/1989     | 205         | Dinamo Moskwa         | Ś       |
| 16 | Aleksandr Kimierow  | 11/09/1996     | 215         | Fakieł Nowy Urengoj   | A       |
| 17 | Dmitrij Iljinych    | 31/01/1987     | 201         | Dinamo Moskwa         | P       |
| 18 | Maksim Żygałow      | 26/07/1989     | 201         | Biełogorje Biełgorod  | A       |
| 19 | Jegor Kliuka        | 15/06/1995     | 208         | Fakieł Nowy Urengoj   | P       |
| 20 | Iljas Kurkajew      | 18/01/1994     | 207         | Lokomotiw Nowosybirsk | Ś       |
| 21 | Artiom Zielienkow   | 06/08/1987     | 184         | Dinamo Krasnodar      | L       |

 Serbia
Trener:  Nikola Grbić
| Nr | Imię i nazwisko         | Data urodzenia | Wzrost (cm) | Klub                     | Pozycja |
| -- | ----------------------- | -------------- | ----------- | ------------------------ | ------- |
| 1  | Aleksandar Okolić       | 26/06/1993     | 205         | Berlin Recycling Volleys | Ś       |
| 2  | Uroš Kovačević          | 06/05/1993     | 197         | Calzedonia Werona        | P       |
| 3  | Milan Katić             | 22/10/1993     | 202         | Łuczniczka Bydgoszcz     | P       |
| 4  | Nemanja Petrić (K)      | 28/07/1987     | 202         | Azimut Modena            | P       |
| 5  | Aleksa Brđović          | 29/07/1993     | 204         | Gazprom-Jugra Surgut     | R       |
| 6  | Goran Skundrić          | 23/11/1987     | 197         | CS Tricolorul Pioiesti   | L       |
| 8  | Marko Ivović            | 22/12/1990     | 194         | Asseco Resovia           | P       |
| 9  | Nikola Jovović          | 13/02/1992     | 197         | Gi Group Monza           | R       |
| 10 | Miran Kujundžić         | 19/06/1997     | 196         | OK Vojvodina Nowy Sad    | P       |
| 11 | Maksim Buculjević       | 20/09/1991     | 192         | ACH Volley Lublana       | R       |
| 12 | Aleksandar Blagojević   | 05/08/1993     | 197         | Crvena Zvezda Belgrad    | A       |
| 13 | Stevan Simič            | 21/03/1996     | 201         | OK Vojvodina Nowy Sad    | Ś       |
| 14 | Aleksandar Atanasijević | 04/09/1991     | 200         | Sir Safety Perugia       | A       |
| 16 | Dražen Luburić          | 02/11/1993     | 202         | JT Thunders              | A       |
| 17 | Neven Majstorović       | 17/03/1989     | 193         | Rennes Volley 35         | L       |
| 18 | Marko Podraščanin       | 29/08/1987     | 203         | Sir Safety Perugia       | Ś       |
| 20 | Srećko Lisinac          | 17/05/1992     | 205         | PGE Skra Bełchatów       | Ś       |
| 21 | Petar Krsmanović        | 01/06/1990     | 205         | Gazprom-Jugra Surgut     | Ś       |

 Stany Zjednoczone
Trener:  John Speraw
| Nr | Imię i nazwisko    | Data urodzenia | Wzrost (cm) | Klub                        | Pozycja |
| -- | ------------------ | -------------- | ----------- | --------------------------- | ------- |
| 1  | Thomas Carmody     | 24/11/1992     | 208         | Vammalan Lentopallo         | Ś       |
| 3  | Taylor Sander      | 17/03/1992     | 196         | Beijing Volleyball          | P       |
| 4  | Jeffrey Jendryk    | 15/09/1995     | 208         | Loyola University Chicago   | Ś       |
| 5  | James Shaw         | 05/03/1994     | 203         | Kioene Padwa                | R       |
| 7  | Kawika Shoji (K)   | 11/11/1987     | 190         | Lokomotiw Nowosybirsk       | R       |
| 9  | Jake Langlois      | 14/05/1992     | 208         | Brigham Young University    | P       |
| 10 | Thomas Jaeschke    | 04/09/1993     | 198         | Asseco Resovia              | P       |
| 11 | Micah Christenson  | 08/05/1993     | 198         | Cucine Lube Civitanova      | R       |
| 13 | Daniel McDonnell   | 15/09/1988     | 200         | Chaumont VB 52              | Ś       |
| 14 | Benjamin Patch     | 21/06/1994     | 203         | Brigham Young University    | A       |
| 15 | Carson Clark       | 20/01/1989     | 205         |                             | A       |
| 16 | Jayson Jablonsky   | 23/07/1985     | 198         | Indios de Mayagüez          | P       |
| 17 | Torey Defalco      | 10/04/1997     | 198         | Long Beach State University | P       |
| 18 | Garrett Muagututia | 26/02/1988     | 205         | Tianjin Volleyball          | P       |
| 19 | Taylor Averill     | 05/03/1992     | 201         | Kioene Padwa                | Ś       |
| 20 | David Smith        | 15/05/1985     | 201         | Cerrad Radom                | Ś       |
| 21 | Dustin Watten      | 27/10/1986     | 182         | Cerrad Radom                | L       |
| 22 | Erik Shoji         | 24/08/1989     | 184         | Lokomotiw Nowosybirsk       | L       |

 Włochy
Trener:  Gianlorenzo Blengini
| Nr | Imię i nazwisko   | Data urodzenia | Wzrost (cm) | Klub                   | Pozycja |
| -- | ----------------- | -------------- | ----------- | ---------------------- | ------- |
| 1  | Davide Candellaro | 07/06/1989     | 200         | Cucine Lube Civitanova | Ś       |
| 2  | Luigi Randazzo    | 30/04/1994     | 198         | Calzedonia Werona      | P       |
| 3  | Nicola Pesaresi   | 11/02/1991     | 190         | Cucine Lube Civitanova | L       |
| 4  | Luca Vettori      | 26/04/1991     | 200         | Azimut Modena          | A       |
| 5  | Luca Spirito      | 30/10/1993     | 196         | Bunge Rawenna          | R       |
| 6  | Simone Giannelli  | 09/08/1996     | 198         | Diatec Trentino        | R       |
| 7  | Fabio Balaso      | 20/10/1995     | 178         | Kioene Padwa           | L       |
| 9  | Daniele Mazzone   | 04/06/1992     | 208         | Diatec Trentino        | Ś       |
| 10 | Filippo Lanza     | 03/03/1991     | 198         | Diatec Trentino        | P       |
| 11 | Simone Buti (K)   | 19/09/1983     | 206         | Sir Safety Perugia     | Ś       |
| 13 | Massimo Colaci    | 21/02/1985     | 180         | Diatec Trentino        | L       |
| 14 | Matteo Piano      | 24/10/1990     | 208         | Azimut Modena          | Ś       |
| 16 | Oleg Antonow      | 28/07/1988     | 198         | Diatec Trentino        | P       |
| 17 | Iacopo Botto      | 22/09/1987     | 191         | Gi Group Monza         | P       |
| 18 | Giulio Sabbi      | 10/08/1989     | 201         | Exprivia Molfetta      | A       |
| 19 | Fabio Ricci       | 11/07/1994     | 204         | Bunge Rawenna          | Ś       |
| 20 | Tiziano Mazzone   | 22/07/1995     | 198         | Diatec Trentino        | P       |
| 21 | Riccardo Sbertoli | 23/05/1998     | 188         | Revivre Milano         | R       |